# SB2U (航空機)
SB2U ヴィンディケイター
チェサピーク
飛行するSB2U-1 0740号機
(VFA-14飛行隊所属、1938年6月28日撮影)
- 用途：爆撃機、練習機
- 分類：艦上爆撃機
- 製造者：チャンス・ヴォート社
のちヴォート・シコースキー社
- 運用者

  -  アメリカ合衆国（アメリカ海軍、海兵隊）
  -  イギリス（イギリス空軍）
  -  フランス（フランス海軍）
- 初飛行：1936年1月4日
- 生産数：198機
- 生産開始：1936年7月
- 運用開始：1937年12月
- 退役：1943年
- 運用状況：退役
- 派生型：8種

SB2U ヴィンディケイター（Chance Vought SB2U Vindicator）はヴォート社が開発した艦上爆撃機である。折りたたみ式の主翼や引き込み脚を持つ、当時としては近代的な急降下爆撃機であった。イギリスでもチェサピークの名で練習機として運用された。
アメリカでの愛称の「ヴィンディケイター (Vindicator)」は、擁護者の意である。また、イギリスでの愛称の「チェサピーク (Chesapeake)」は、ヴァージニア州の原住民のチェサピーク族のこと。

## 概要
海軍による募集の際、既に開発が大幅に進んでいたカーチス・ライト社のXSBC-3以外では、グレート・レイクス社のXB2Gは開発断念、グラマン社のXSBFは開発断念により偵察機SFとして使用、ブルースターのXSBAは生産性の高い海軍工廠への移転生産によりSBNと改称されたが生産に遅れが出てしまい、ノースロップ社のXBTは少数生産ののち、改良のためダグラス社への移転生産によりSBDに改称されるといった具合で、計画通りに製造が行われたのは、このSB2Uのみであった。
開発は1934年6月より開始され、1934年10月11日に、XSB2Uとして、アメリカ海軍より試作機の発注が行われた。初飛行は1936年1月4日。

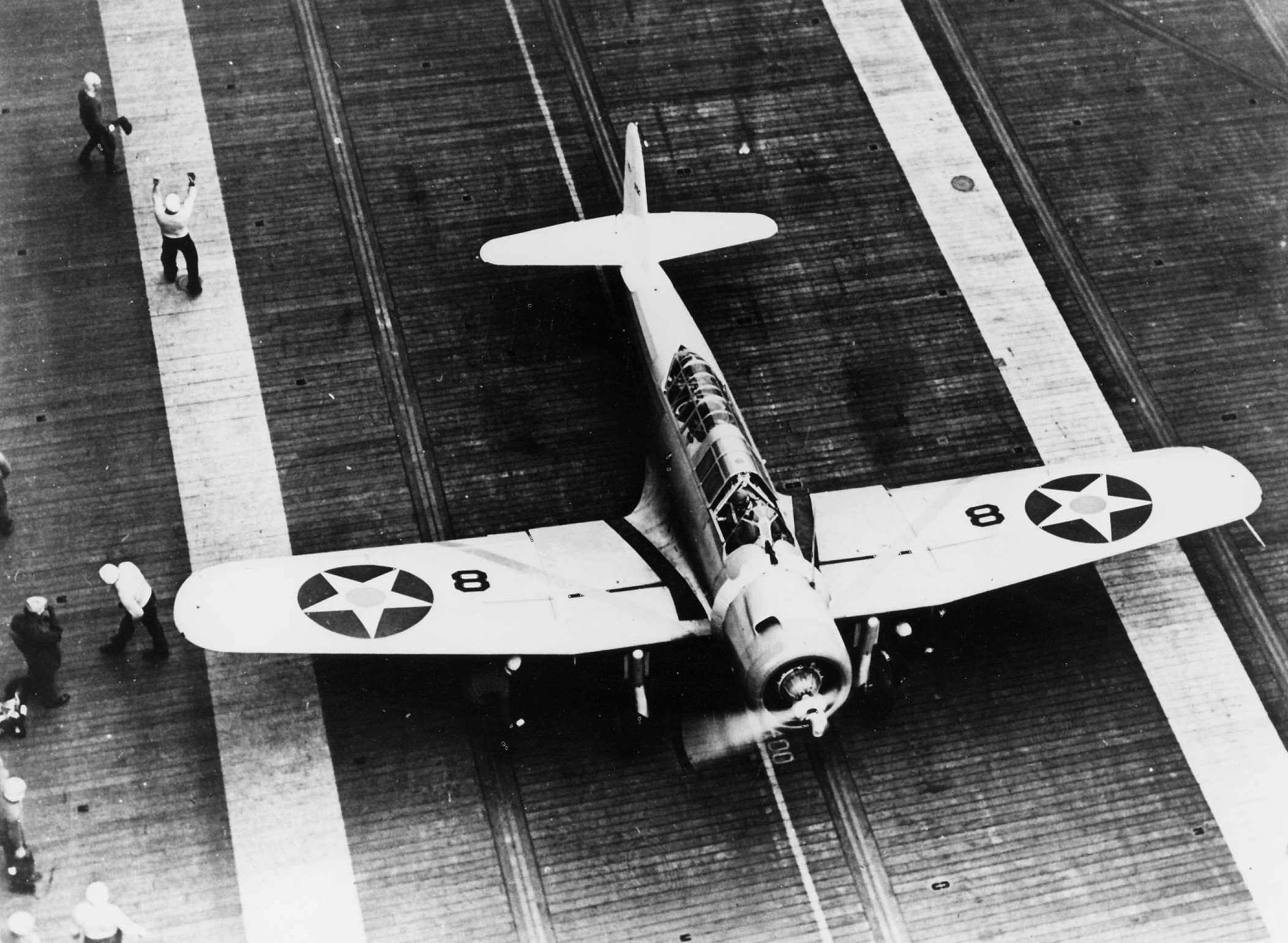
サラトガ艦上のSB2U-1 海軍第3爆撃航空隊(VB-3)の所属機

1937年12月より部隊に配属が開始され、ダグラス社製SBD ドーントレスが配備されるまでの主力艦上爆撃機として使用された。またフランスにも輸出され、V-156Fとして1939年に40機が発注され、同年9月3日より引き渡しが開始された。仏海軍向けに仕様が変更されており、各種兵装の他、プロペラピッチを逆ピッチにして使用するダイブブレーキは主翼上下に取り付けた細い板状のダイブブレーキに変更されている。第一海軍爆撃航空団傘下のAB1、AB3二個飛行隊に12機づつ配備され第二次世界大戦初期の独仏戦に使用されたが、大した活躍もないまま敗戦を迎えることとなり、ヴィシー政権下で残存機全てがスクラップとして廃棄された。
太平洋戦線ではミッドウェー海戦にミッドウェー基地航空隊として参加しており、1機が(被弾により帰投できなくなったため)重巡洋艦「三隈」に体当たり攻撃を仕掛けたことで知られる。
尚、フランスへの輸出分の内、フランス降伏によって発注分が宙に浮いてしまった機体は、イギリスが引き取りチェサピーク (Chesapeake) の名前で標的曳航や訓練に使用した。

## 諸元

SB2U-1 三面図

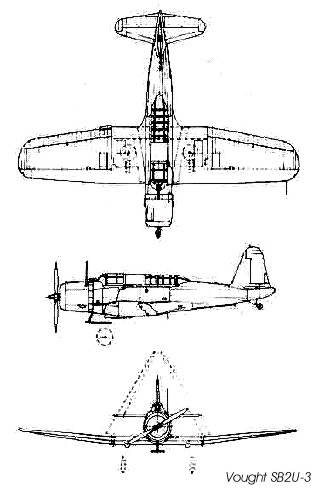
SB2U-3 三面図

| 制式名称     | SB2U-1                                                 | SB2U-2                                                 |
| 試作名称     | XSB2U                                                  | XSB2U                                                  |
| ------------ | ------------------------------------------------------ | ------------------------------------------------------ |
| 全幅         | 12.80m                                                 | 12.80m                                                 |
| 全長         | 10.36m                                                 | 10.36m                                                 |
| 全高         | 3.12m                                                  | 3.12m                                                  |
| 翼面積       | 28.33m2                                                | 28.34m2                                                |
| 翼面荷重     | 101kg/m2                                               | 102kg/m2                                               |
| 自重         | 2,121kg                                                | 2,138kg                                                |
| 正規全備重量 | 2,868kg                                                | 2,893kg                                                |
| 発動機       | P&W R-1535-96 ツインワスプ・ジュニア（離昇825馬力）1基 | P&W R-1535-96 ツインワスプ・ジュニア（離昇825馬力）1基 |
| 巡航速度     | 365km                                                  | 365km                                                  |
| 最高速度     | 402km/h（高度2,895m）                                  | 404km/h（高度2,895m）                                  |
| 着艦速度     | 106km/h                                                | 106km/h                                                |
| 上昇力       | 5,000mまで10分36秒                                     | 5,000mまで10分36秒                                     |
| 実用上昇限度 | 8,350m                                                 | 8,382m                                                 |
| 航続距離     | 1,128km(500ポンド（226.8kg）爆弾搭載時）               | 1,014km(500ポンド（226.8kg）爆弾搭載時）               |
| 武装         | AN/M2 7.62mm機関銃 右主翼 1挺・後席旋回 1挺            | AN/M2 7.62mm機関銃 右主翼 1挺・後席旋回 1挺            |
| 爆装         | 500ポンド爆弾 もしくは1000ポンド爆弾1発                | 500ポンド爆弾 もしくは1000ポンド爆弾1発                |
| 乗員         | 2名                                                    | 2名                                                    |
| 生産数       | 54機                                                   | 58機                                                   |

## 形式

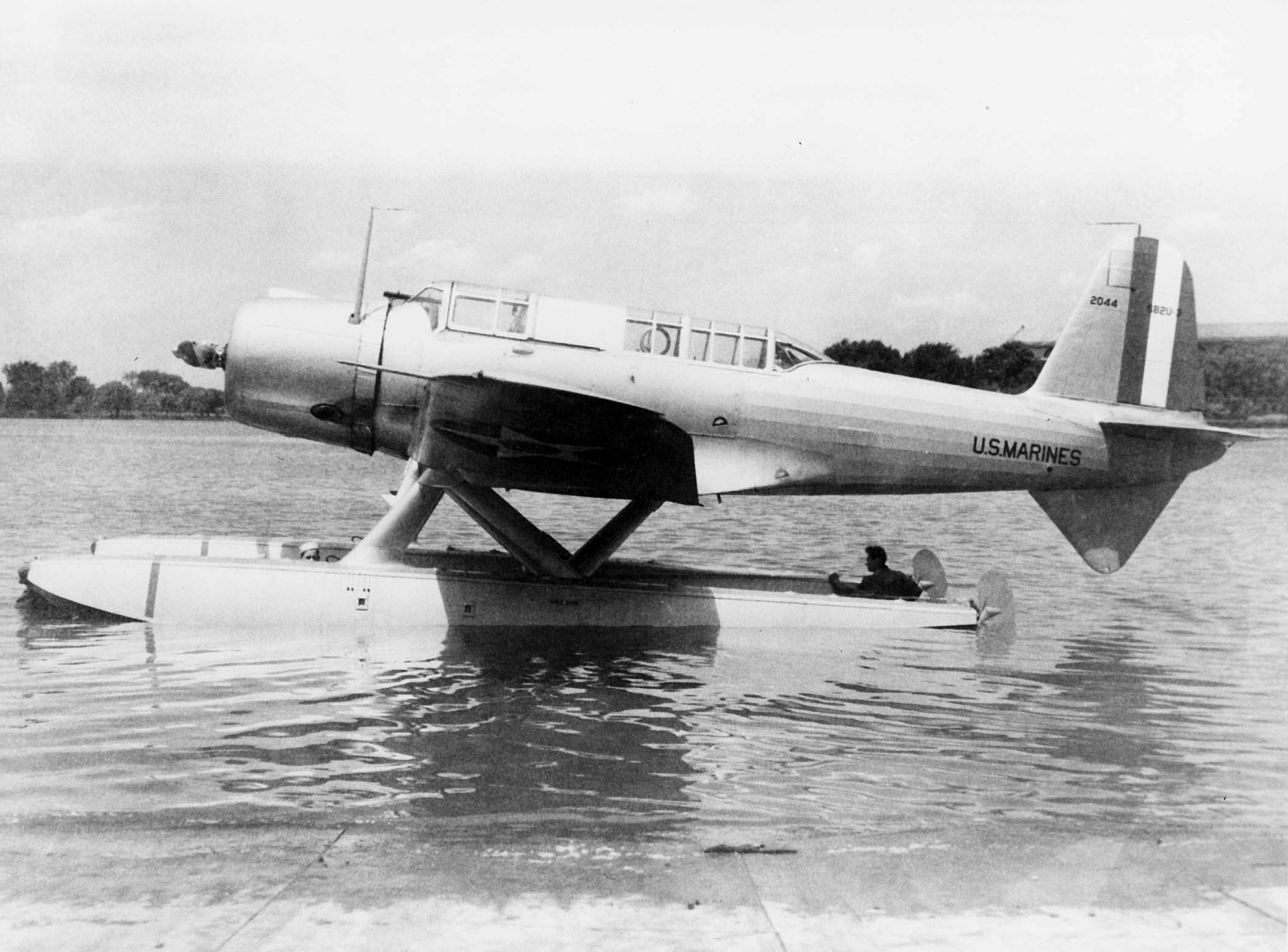

XSB2U-1
試作機。R-1535-78エンジン（750馬力）を装備。1機製造。
SB2U-1
初期生産型。R-1535-78エンジン（825馬力）を装備。54機製造。
SB2U-2
機内備品を改良した型。58機生産。社内名称V-156。
XSB2U-3

フロートを着けて水上機化を可能にした型。1機製造。
SB2U-3
R-1535-102エンジン（825馬力）を装備。主翼内燃料タンクをインテグラル化し機銃を12.7mmに換装した改良型。57機製造。
V-156F-3
SB2U-2のフランス海軍向け改良型。エンジンを強化・ダイブブレーキの改良・機銃をフランス製に変更など。84機発注。うち34機受領。
V-156-B1
V-156Fのうち、フランスが降伏したために受け取られなかったものを、イギリスが受領したもの。エンジンをR-1535-SB4-Gエンジン（750馬力）へと換装し、防弾板と2門の機銃が追加されている。イギリス軍名称 チェサピーク Mk.I。50機受領。
V-167
R-1830エンジンへと換装したV-156の改良型。試験機1機のみ製造。

## 現存する機体
| 型名   | 局番号 | 機体写真 | 所在地                               | 保存施設           | 公開状況 | 状態     | 備考       |
| ------ | ------ | -------- | ------------------------------------ | ------------------ | -------- | -------- | ---------- |
| SB2U-2 | 1383   |          | アメリカ合衆国フロリダ州ペンサコーラ | 国立海軍航空博物館 | 公開     | 静態展示 | 公式サイト |

## 登場作品
『六発の文明』
松本零士・ハードメタルシリーズの一編。太平洋戦争初期、恋人の民間人を乗せてフィリピンよりの脱出に使用。被弾した零戦を組み易しとして民間人が旋回銃で不用意に攻撃したため、返り討ちにあって撃墜されてしまう。旋回銃が7,62mm連装にカスタマイズされている。
『鋼鉄の咆哮 ウォーシップコマンダー』
アメリカ型の爆撃機として登場。